# نيرو (بحيرة)
بحيرة نيرو بالروسية (Озеро Неро) هي إحدى البحيرات الأقدم في روسيا التي يقدر عمرها بنحو 500،000 عام وتقع في ياروسلافل أوبلاست. تبلغ مساحتها 54.4 كيلومترًا مربعًا ، ويبلغ الحد الأقصى للطول 13 كم ، وعرض 8 كم وعمق 3.6 متر. يغطى قاع البحيرة بطبقة سميكة من السابروبيل الطمي. تتمتع بأهمية تاريخية كبيرة حيث استقر الناس حولها منذ ما يقرب من 6000 عام. تستمد البحيرة اسمها من قبيلة ميرا التي عاشت على طول شواطئها الجنوبية ، وقد أطلقوا عليها اسم نيرو بسبب الكميات الهائلة من الطمي بداخلها. تشتهر بحيرة بجزيرتين داخل البحيرة لفوفسكي و جورودسكوج.